# Polythysana cinerascens
Polythysana cinerascens är en fjärilsart som beskrevs av Philippi 1860. Polythysana cinerascens ingår i släktet Polythysana och familjen påfågelsspinnare. Inga underarter finns listade i Catalogue of Life.

## Bildgalleri

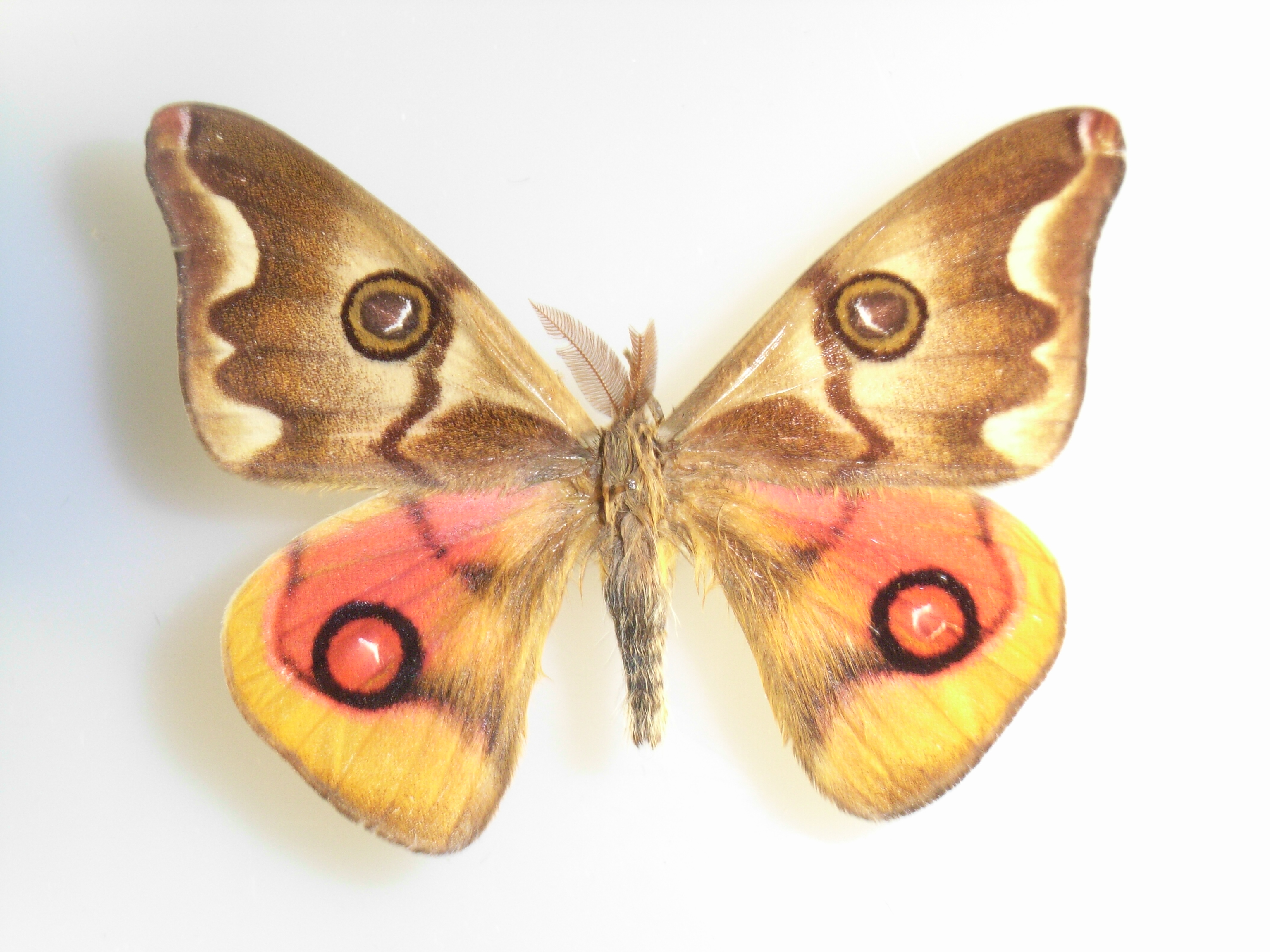